# گورستان چم سیری
قبرستان چم سیری مربوط به دوره قاجار است و در شهرستان هرسین، بخش مرکزی، دهستان حومه، ۶۰۰ متری جنوب روستای بابازید واقع شده و این اثر در تاریخ ۲۶ اسفند ۱۳۸۷ با شمارهٔ ثبت ۲۵۴۲۱ به‌عنوان یکی از آثار ملی ایران به ثبت رسیده است.